# PGA132
Le socket PGA132 est le second socket PGA pour processeur x86. Il succède au PGA68, CLCC68 et PLCC68 pour les 80286. Il sert à installer des processeurs de type 80386 DX. Il est souvent accompagné d'un  socket PGA68 qui sert à installer un coprocesseur arithmétique x87 qui sert à faire des calculs à virgule flottante.
Les processeurs fonctionnant sur cette plate-forme n'ont pas besoin de système de refroidissement, ces derniers ne chauffent pas suffisamment pour en avoir besoin.
Le PGA132 a été remplacé par le PGA168 avec l'apparition du 486 en 1989.